# Vraignes-en-Vermandois
Vraignes-en-Vermandois és un municipi francès situat al departament del Somme i a la regió dels Alts de França. L'any 2007 tenia 165 habitants.

## Demografia

### Població

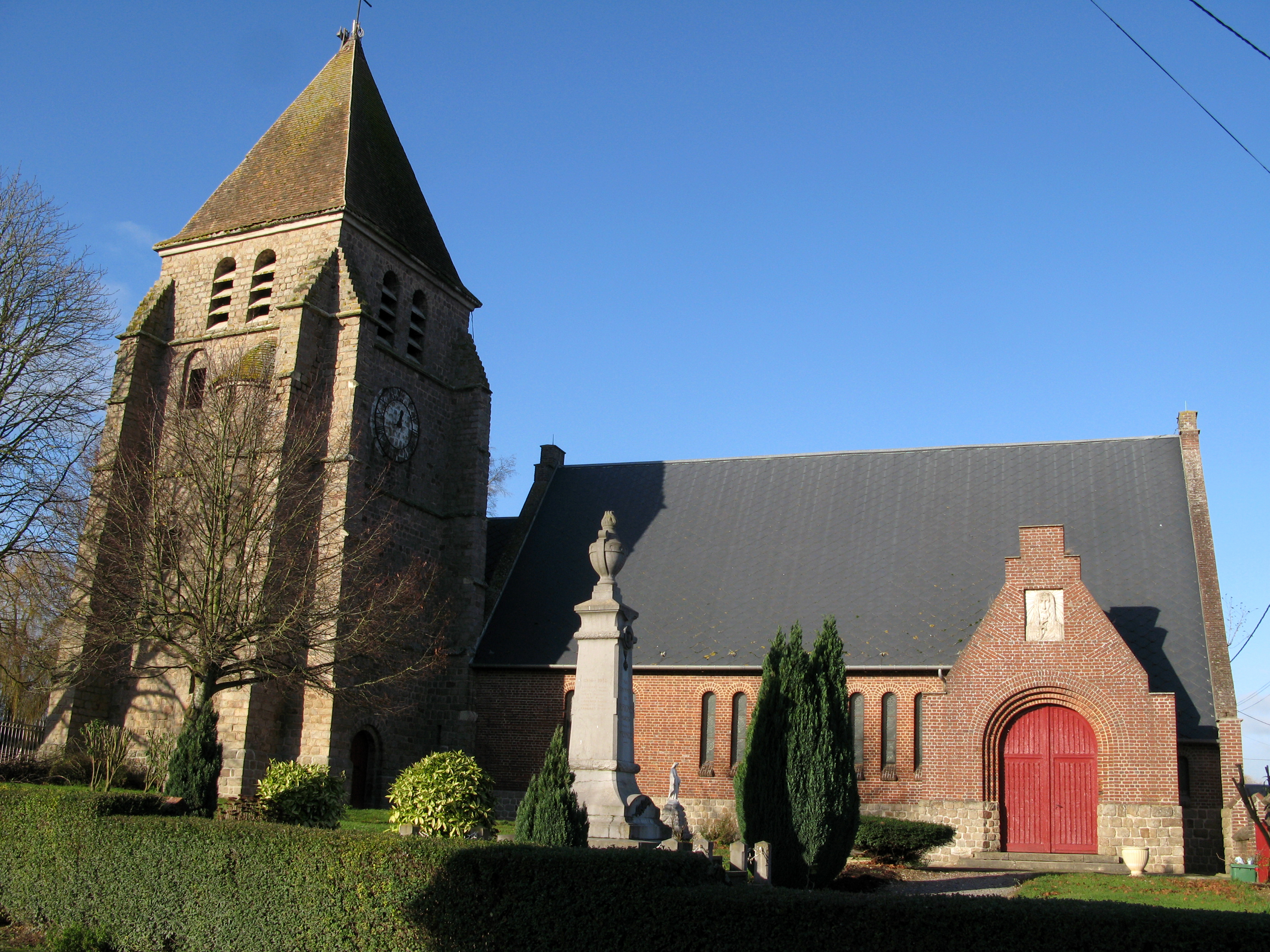

El 2007 la població de fet de Vraignes-en-Vermandois era de 165 persones. Hi havia 53 famílies de les quals 12 eren unipersonals (12 dones vivint soles i 12 dones vivint soles), 8 parelles sense fills i 33 parelles amb fills.
La població ha evolucionat segons el següent gràfic:
Habitants censats

### Habitatges
El 2007 hi havia 71 habitatges, 56 eren l'habitatge principal de la família, 4 eren segones residències i 11 estaven desocupats. Tots els 71 habitatges eren cases. Dels 56 habitatges principals, 47 estaven ocupats pels seus propietaris, 8 estaven llogats i ocupats pels llogaters i 1 estava cedit a títol gratuït; 4 tenien dues cambres, 7 en tenien tres, 14 en tenien quatre i 31 en tenien cinc o més. 38 habitatges disposaven pel capbaix d'una plaça de pàrquing. A 25 habitatges hi havia un automòbil i a 23 n'hi havia dos o més.

### Piràmide de població
La piràmide de població per edats i sexe el 2009 era:
| Homes | Edats   | Dones |
| ----- | ------- | ----- |
| 0     | 95 o +  | 0     |
| 0     | 90 a 94 | 0     |
| 0     | 85 a 89 | 0     |
| 4     | 80 a 84 | 4     |
| 4     | 75 a 79 | 8     |
| 0     | 70 a 74 | 0     |
| 4     | 65 a 69 | 0     |
| 0     | 60 a 64 | 4     |
| 8     | 55 a 59 | 8     |
| 4     | 50 a 54 | 0     |
| 0     | 45 a 49 | 8     |
| 0     | 40 a 44 | 0     |
| 4     | 35 a 39 | 4     |
| 12    | 30 a 34 | 4     |
| 24    | 25 a 29 | 8     |
| 4     | 20 a 24 | 4     |
| 4     | 15 a 19 | 0     |
| 4     | 10 a 14 | 0     |
| 0     | 5 a 9   | 4     |
| 12    | 0 a 4   | 0     |

## Economia
El 2007 la població en edat de treballar era de 102 persones, 82 eren actives i 20 eren inactives. De les 82 persones actives 72 estaven ocupades (42 homes i 30 dones) i 10 estaven aturades (4 homes i 6 dones). De les 20 persones inactives 6 estaven jubilades, 5 estaven estudiant i 9 estaven classificades com a «altres inactius».

### Ingressos
El 2009 a Vraignes-en-Vermandois hi havia 61 unitats fiscals que integraven 177 persones, la mediana anual d'ingressos fiscals per persona era de 15.330 €.

### Activitats econòmiques
Dels 5 establiments que hi havia el 2007, 1 era d'una empresa extractiva, 1 d'una empresa de transport, 1 d'una empresa immobiliària, 1 d'una empresa de serveis i 1 d'una entitat de l'administració pública.
L'any 2000 a Vraignes-en-Vermandois hi havia 5 explotacions agrícoles.

## Poblacions més properes
El següent diagrama mostra les poblacions més properes.